# Eishockey-Bayernliga 1986/87
Die Eishockey-Bayernliga 1986/87 wurde unter dem Dach des „Bayerischen Eissportverbandes“ (BEV) organisiert, sie ist die höchste Spielklasse des Landesverbandes Bayern. Die Bayernliga wurde hinter der  Regionalliga Süd als fünfthöchste Spielklasse im deutschen Ligensystem eingestuft.

## Saisonverlauf
Die Eishockey-Bayernliga 1986/87 war die neunzehnte Ausspielung dieser Liga. Meister und Aufsteiger in die Regionalliga Süd 1987/88 wurde der EV Pegnitz. Auch gehörte der Vizemeister EHC Bad Reichenhall zu den Aufsteigern. Beide Mannschaften haben sich über die Aufstiegsrelegation zur Regionalliga Süd qualifizieren können. Absteiger war der ERC Regen.

### Modus
Die zehn Teilnehmer spielten eine Hin- und Rückrunde. Platz eins wurde Bayerischer Meister. Die Plätze eins bis sechs waren für die Aufstiegsrelegation zur Regionalliga Süd qualifiziert. Am Ende der Abstiegsrunde, die sich aus den Plätzen sieben bis zehn zusammensetzte, musste der Tabellenletzte in die Landesliga Bayern absteigen.

## Teilnehmer
Nicht mehr dabei waren die Auf- und Absteiger der Vorsaison. Neu hinzukamen der Absteiger (A) aus der Regionalliga Süd und die Aufsteiger (N) aus den Landesligen.
| - SV Gendorf - ESV Burgau - TSV Trostberg - ESC Holzkirchen | - EHC Bad Aibling - EV Germering (Absteiger) - ESV Buchloe (Aufsteiger) | - EV Pegnitz (Aufsteiger) - ERC Regen (Aufsteiger) - EHC Bad Reichenhall (Aufsteiger) |

### Meisterrunde
|    | Mannschaft              | Sp | Tore   | Diff. | Pkte |
| -- | ----------------------- | -- | ------ | ----- | ---- |
| 1. | EV Pegnitz (N)          | 18 | 191:44 | +147  | 32   |
| 2. | EHC Bad Reichenhall (N) | 18 | 131:61 | +70   | 29   |
| 3. | SV Gendorf              | 18 | 114:73 | +41   | 25   |
| 4. | EHC Bad Aibling         | 18 | 93:112 | −19   | 19   |
| 5. | EV Germering (A)        | 18 | 79:122 | −43   | 15   |
| 6. | ESV Burgau              | 18 | 88:115 | −27   | 13   |
| 7. | ESV Buchloe (N)         | 18 | 78:119 | −41   | 12   |
| 8. | ERC Regen (N)           | 18 | 69:128 | −59   | 12   |
| 9. | TSV Trostberg           | 18 | 69:99  | −30   | 12   |
| 10 | ESC Holzkirchen         | 18 | 90:129 | −39   | 11   |

- (A) = Absteiger (N) = Neu in der Liga, Aufstiegsrundenteilnehmer = fett gedruckt

 Meister und Aufsteiger  Aufsteiger  Absteiger nach Abstiegsrunde  für die Bayernliga 1987/88 qualifiziert
- Bayerischer Meister 1986/87 wurde der EV Pegnitz.

### Abstiegsrunde
|    | Mannschaft        | Sp | Tore  | Diff. | Pkte |
| -- | ----------------- | -- | ----- | ----- | ---- |
| 1. | TSV Trostberg (N) | 18 | 23:19 | +4    | 8    |
| 2. | ESV Buchlohe (N)  | 18 | 35:31 | +4    | 7    |
| 3. | ESC Holzkirchen   | 18 | 28:27 | +1    | 6    |
| 4. | ERC Regen         | 18 | 25:34 | −9    | 3    |

Absteiger = fett gedruckt
- Absteiger in die Landesliga Bayern war der ERC Regen

## Aufstiegsrelegation
An der vom DEB ausgerichteten Aufstiegsrunde zur Regionalliga Süd 1987/88 nahmen die ersten sechs Plätze der Bayerliga-Meisterrunde und die Plätze sieben bis zwölf der Regionalliga Süd 1986/87 teil. Dabei konnten sich die Bayernligateams des EV Pegnitz und des EHC Bad Reichenhall für die Regionalliga qualifizieren.

## Natureis-Bayernliga
Neben der Eishockey-Bayernliga für Kunsteismannschaften wurde 1986/87 auch die Natureis-Bayernliga unter dem Dach des „Bayerischen Eissportverbandes“ (BEV) ausgespielt. Acht Teilnehmer spielten eine Hin- und Rückrunde. Am Ende der Saison wurde die Natureis-Bayernliga aufgelöst. Letzter Bayerischer Natureismeister wurde der MTV Dießen. Von den letzten Vereinen der Natureisliga wurden die Plätze eins bis vier in die Kunsteis-Landesliga 1987/88 und die Plätze fünf und sechs in die bayerische Kreisliga 1987/88 eingegliedert.

### Endplatzierungen
|    | Mannschaft        | Sp | Tore  | Diff. | Pkte  |
| -- | ----------------- | -- | ----- | ----- | ----- |
| 1. | MTV Dießen        | 10 | 57:32 | +25   | 15:5  |
| 2. | SC Eibsee Grainau | 10 | 51:28 | +23   | 15:5  |
| 3. | ESV Bayersoien    | 10 | 57:36 | +21   | 14:6  |
| 4. | SC Gaißach        | 10 | 52:41 | +11   | 10:10 |
| 5. | EC Thanning       | 10 | 38:48 | −10   | 6:14  |
| 6. | EC Tegernsee      | 10 | 27:97 | −70   | 0:20  |

- Damit war der MTV Dießen auch der letzte bayerische Natureismeister.